# Gerard van Gemert
Gerard van Gemert (Weesp, 24 december 1964) is een Nederlandse schrijver van jeugdboeken.

## Carrière
Het terugkerende thema in de boeken van Van Gemert is vaak sport. De meeste boeken van Gerard van Gemert worden uitgegeven door de Belgische uitgever Clavis. In 2012 schreef Van Gemert zijn eerste verhaal in de geheim-serie voor uitgever Leopold (WPG). Intussen maakt Van Gemert samen met illustrator Rudi Jonker ook de serie Chaos United voor uitgever Condor (WPG).
Van Gemert is bekend geworden met de serie De Voetbalgoden over de voetbalvrienden Storm en Stijn, waarvan twintig delen zijn verschenen. De Hockeytweeling is een serie over hockey, waarin de tweeling Zahra en Nikki de hoofdrol spelen. Allsports Academie is de derde serie, waarin diverse sporten centraal staan. De rode draad in deze verhalen is een academie waar jonge, zeer talentvolle sporters hun studie kunnen combineren met hun sport. Inmiddels heeft Van Gemert ook (internationaal) succes met zijn serie Kief de goaltjesdief, waarvan inmiddels vijftien delen zijn verschenen
Samen met illustrator Mark Janssen maakte Van Gemert ook prentenboeken over voetbal onder de serienaam De Voetbalbengels. De verhalen gaan over een voetbalzevental met spelers die allemaal uit een ander land komen. Er zijn vijf delen verschenen.
De voetbalboeken van Van Gemerts zijn in vele talen vertaald. De boeken zijn te vinden in o.a. Spanje, Portugal, Noorwegen, Denemarken, Rusland, China, Griekenland, Saudi Arabië, Iran, Turkije etc.
Inmiddels schrijft Van Gemert ook voor oudere leeftijd. Zo is er de serie "Eilandgeheimen". Deze spannende verhalen voor de leeftijd 12+ spelen zich af op Texel. Er zijn inmiddels zes delen verschenen. Samen met historicus Henry Wilbrink schreef Van Gemert Wapenbroeders, een boek dat zich afspeelt in de tijd van Napoleon, Ontzet (WOII) en Het einde tegemoet. Ook Uitgespeeld, een boek over de Joodse jongen Levi die de Tweede Wereldoorlog beleeft, is een historisch boek.
Zijn boeken Balbezit (2012), Ademloos (2017) en Vastberaden (2021) werden aangewezen als Lezen voor de Lijst boek.

## Privé
Gerard Van Gemert is getrouwd en heeft een dochter uit een eerder huwelijk. Zijn echtgenote heeft uit een eerder huwelijk een zoon en twee dochters.

## Biografie
- Voetbalgoden 9+
  - 2006 - Gevecht om de Cup
  - 2007 - Gevaarlijk Spel
  - 2008 - Schijnbeweging
  - 2008 - Blessuretijd
  - 2009 - Kopsterk
  - 2010 - De Zwarte Panter
  - 2010 - Buitenspelval
  - 2010 - Vlammend schot
  - 2011 - Balbezit
  - 2012 - Spookdoelpunt
  - 2013 - Clubliefde
  - 2013 - De twaalfde man
  - 2014 - De Afrikaanse derby'
  - 2015 - Vormverlies
  - 2016 - Doorbraak
  - 2017 - Spelbederf
  - 2017 - Voetbalmaffia
  - 2018 - De Redding
  - 2019 - Tussen de linies
  - 2020 - De finale
- Hockeytweeling 11+
  - 2008 - De Verdwenen Stick
  - 2009 - Hoog Spel
  - 2010 - Rivaliteit
  - 2011 - Eindsignaal
  - 2013 - Revanche
  - 2015 - De Amerikaanse Droom
- Allsports Academie
  - 2009 - Valse Start
  - 2009 - Misslag
- Kief de goaltjesdief 7+
  - 2009 - Nieuwe Club
  - 2010 - Topvoetbal
  - 2011 - Op het verkeerde been
  - 2011 - Voetbalmeiden
  - 2012 - Kopduel
  - 2012 - Tussen de palen
  - 2013 - Schoolvoetbal
  - 2013 - Voetbalkamp
  - 2014 - Gestolen overwinning
  - 2014 - Granaatschot
  - 2015 - Campinvoetbal
  - 2016 - De spelletjesdief
  - 2016 - Aartsrivaal
  - 2017 - Strandvoetbal
  - 2018 - Hattrick
  - 2019 - Kampioenswedstrijd
  - 2020 - Vurige Strijd
  - 2022 - Penaltytrofee
  - 2023 - De grasdieven
  - 2024 - Buurtvoetbal
- De Stoere Hockeybende 7+
  - 2010 - Sem slaat zijn slag
  - 2010 - Onder Vuur
  - 2011 - Strafbal
- De Voetbalbengels 4+
  - 2011 - De sombrero van Diego
  - 2011 - Kangoeroesprong van Jason
  - 2012 - Het suikerfeest van Sami
  - 2013 - Het dierenelftal van Milan
  - 2014 - De droom van Dave
- De voetbalhockeyers
  - 2015 - Rare flatsen
  - 2015 - Straffe corners
  - 2016 - Rake klappen
- Afrika trilogie
  - 2017 - De witte stip
  - 2018 - De rode bal
  - 2019 - Het gouden shirt
- FC De Madonna's
  - 2017 - Onderschept -  samen met Rick Meijer
  - 2018 - Gepasseerd
  - 2018 - Bekeken
- Eilandgeheimen
  - 2016 - Eilandgeheimen - Verlamd
  - 2017 - Eilandgeheimen - Verdacht
  - 2017 - Eilandgeheimen - Vermist
  - 2019 - Eilandgeheimen - Verdronken
  - 2020 - Eilandgeheimen - Verlaten
  - 2022 - Eilandgeheimen - Verzwegen
  - 2023 - Eilandgeheimen - Verraden
- Kleine helden van toen
  - 2020 - Ragnar en de walrus
  - 2020 - Snelle Bliksem en de buffel
  - 2021 - Kenji en de akita
  - 2021 - Trassus en de leeuw
  - 2022 - Metzi en de adelaar
  - 2022 - Maran en de Orang-oetan
  - 2023 - Henriëtte en de kater
  - 2023 - Tommy en de kraai
  - 2024 - Amun en de kameel
- Stijn, gouden belofte
  - 2021 - Randje buitenspel
  - 2022 - Doodschop
  - 2023 - Countervoetbal
- Het geheim van..
  - 2012 - Het geheim van de voetbalgame
  - 2013 - Het geheim van de gouden hockeystick
  - 2014 - Het geheim van de beschermengel
  - 2015 - Het geheim van de oorlogskist
  - 2016 - Het geheim van de Olympische vlam
  - 2018 - Het geheim van het voetbaltalent
  - 2019 - Het geheim van de voetbalmeiden
  - 2020 - Het geheim van de rode voetbalschoen
  - 2020 - Het geheim van de voetbalheld
  - 2021 - Het geheim van de zwarte piste
- Chaos United - met Rudi Jonker
  - 2019 - Chaos United
  - 2020 - Chaos United breekt door
  - 2021 - Chaos United staat in de kou
- Overige
  - 2010 - Ondergronds gevangen uitgespeeld
  - 2010 - De wraak van Mysteria
  - 2012 - Luca, topscorer van Oranje
  - 2013 - Voetbal - Willewete serie
  - 2013 - Reis om de wereld op 12 noppen
  - 2014 - Luca, aanvoerder van Oranje
  - 2014 - Uitgespeeld
  - 2014 - Fleur, heldin van Oranje
  - 2017 - De wereldvoetbalatlas - met Job van Gelder
  - 2017 - Ademloos
  - 2019 - Wens van de Havikshorst
  - 2019 - Wapenbroeders - samen met Henry Wilbrink
  - 2021 - Vastberaden
  - 2022 - Ontzet
  - 2024 - Het einde tegemoet - samen met Henry Wilbrink
  - 2024 - Het magische kinderhuis